# Камоцкий, Виктор Евгеньевич
Виктор Евгеньевич Камоцкий (Пустой шаблон {{ВД-Преамбула}} ) — советский и беларусский лыжник, тренер. Участник Олимпийских игр 1994 года. Мастер спорта СССР международного класса.

## Биография
Серебряный призёр чемпионата СССР 1986 года в эстафете 4х10 км. Чемпион СССР 1991 года в гонке на 15 километров свободным стилем.
Выпускник БГИФК (1991).
Чемпион зимней Универсиады 1991 в Саппоро в гонке на 30 километров свободным стилем. Участник Олимпийских игр 1994 года в Лиллехаммере.
После завершения спортивной карьеры продолжил работу тренером. С 1995 по 1999 и с 2010 по 2014 годы — главный тренер сборной Беларуси. С 1999 по 2010 — тренер сборной Австрии. С 2014 по 2022 — старший тренер сборной Беларуси. С 2022 года — старший тренер СШОР ХМАО-Югра (г. Ханты-Мансийск).

## Личная жизнь
Женат на лыжнице Светлане Камоцкой.

## Результаты выступлений
| Соревнование          | 10 км    | 15 км гонка преследования | 30 км    | 50 км    | эстафета 4х10 км |
| --------------------- | -------- | ------------------------- | -------- | -------- | ---------------- |
| Олимпийские игры 1994 | 28 место | DNF                       | 31 место | 21 место | 12 место         |